# ルビー・ロードの教会
「ルビー・ロードの教会」（ルビー・ロードのきょうかい、原題："The Church on Ruby Road"）は、イギリスのSFドラマ『ドクター・フー』のエピソード。2005年の番組のリバイバル以降14番目のクリスマススペシャルとして2023年12月25日に放送された。クリス・チブナルが制作総指揮を担当していた時期に『ドクター・フー』のスペシャルエピソードが新春スペシャルとして放送されていたため、本作は「戦場と二人のドクター」（2017年）以来のクリスマススペシャルとなった。本作は15代目ドクター役でのチュティ・ガトゥの初のレギュラー出演回であり、またドクターの新コパニオンであるルビー・サンデー役でミリー・ギブソンが初出演した。
本作では、不幸体質の女性ルビー・サンデーとドクターが出会う。ルビーはクリスマスイブの雪の降る夜にルビー・ロードという道に面した教会に捨てられた捨て子であった。自身の生みの親を探すためルビーがダヴィーナ・マッコール（演：ダヴィーナ・マッコール）によるインタビューを受けた後、2人は行く先々で不運に見舞われる。これは時空を操るゴブリンの暗躍によるものであり、最終的にゴブリンはルビーの家にやって来た新しい里子ルルベルを拉致してしまう。
「ルビー・ロードの教会」は第14シリーズと同時に撮影され、2023年1月および2月にウェールズで制作された。脚本はラッセル・T・デイヴィス、監督はマーク・トンデライが担当した。

## あらすじ
ルビー・サンデー（演：ミリー・ギブソン）は、養母カーラ（演：ミシェル・グリニッジ）や養祖母チェリー（演：アンジェラ・ウィンター）と共に暮らす捨て子である。ルビーは参加者の家系を辿るテレビ番組でダヴィーナ・マッコール（演：ダヴィーナ・マッコール）によるインタビューを受け、自身がルビー・ロードの教会に捨てられていたことから名前がついたと明かし、生みの親が見つかることに期待を寄せる。インタビューの後、ルビーとダヴィーナは行く先々で不運に見舞われはじめる。15代目ドクター（演：チュティ・ガトゥ）が2023年12月のロンドンに到着し、調査を開始する。
カーラはルルベルという名前の新たな里子を預かり、ルビーたちはルルベルの写真を撮影して他の里子と同様に冷蔵庫に飾って祝福する。カーラが外出したのち、襲来したゴブリンによってルルベルは誘拐され、それを目撃したルビーは追跡して屋上に上がりドクターと遭遇する。ドクターが集力を操作する手袋をルビーに手渡し、2人は梯子を上り、空を飛ぶゴブリンの船に乗船する。ドクターはゴブリンが事故や偶然を糧とする異世界の存在であること、および彼らが乳児を捕食するためにタイムトラベルしていることを悟る。
ドクターとルビーはゴブリンが乳児を捕食する祝福の歌を歌っている場面を目撃する。ゴブリンの王がルルベルを捕食する寸前、2人はルルベルの救出に成功し、カーラのアパートに生還する。カーラとの対面を済ませるドクターであったが、ゴブリンが2023年を去ると同時に嵐が到来し、歴史改変が発生する。この結果として、正史において数十人もの里子を育てていたカーラは営利目的で数人の里子しか受け付けていない人物に変貌し、またチェリーに対し憎悪を抱く存在に変化した。新たな時間軸においてカーラとチェリーはルビーの存在を記憶しておらず、ルビーは消滅していた。ゴブリンが乳児期のルビーを殺害したことに気付いたドクターはゴブリンを追って2004年12月のルビー・ロードの教会へ向かう。
過去に到達したドクターはルビーを攫うゴブリンの船を目撃する。手袋の効果を使って教会の尖塔に船を手繰り寄せた後、ゴブリン王を尖塔に突き刺し、ゴブリンの船を消滅させることに成功する。乳児のルビーを救出したドクターはルビーを教会の玄関先に置いて牧師が発見できるようにする。その後2023年に戻ろうとするドクターは、ルビーを置き去りにしたと思しき女性の姿が夜闇に消えていく様を目撃する。2023年に戻ったドクターは歴史が修復されたことに安堵し、何が起きたのかをルビーに知らせる。ドクターはルビーを置いて旅立とうとするが、それを追いかけたルビーは隣人のフラッド（演：アニータ・ドブソン）にターディスを示され、ドクターを追ってターディスに乗り込む。
ドクターとルビーが旅立った後、フラッドは「ターディスを見るのは初めて？」と視聴者に問いかけて第四の壁を破る。

## 制作
2022年11月、ラッセル・T・デイヴィスはDoctor Who Magazineにおいて、60周年記念スペシャル以外にもスペシャルエピソードを執筆したと述べた。クリス・チブナルが制作総指揮を担当していた時期に『ドクター・フー』のスペシャルエピソードが新春スペシャルとして放送されていたため、本作は「戦場と二人のドクター」（2017年）以来のクリスマススペシャルとなった。
デイヴィスはゴブリンを制作するにあたり、これまで番組で探求できなかった『ドクター・フー』の超自然的で説明不能な側面により傾倒したかったと述べている。台本の読み合わせは2023年1月12日に行われた。ゴブリンのバンドの衣装のデザインにあたり、衣装デザイナーのPam Downeは一般的な外見よりも個性的で特定の外見を持つようにデザインした。本作用のオーケストラの収録は2023年1月にウェールズ・ミレニアム・センターで実施され、BBCウェールズ交響楽団が演奏した。マレイ・ゴールドはゴブリンの歌についてディズニー映画『アラジン』にインスパイアされたと語った。
ルビーが劇中で出演した番組は同じくマッコールが現実で司会を務めている番組 Long Lost Family にインスパイアされたものであり、「ルビー・ロードの教会」の撮影においても Long Lost Family の制作チームが協力している。ドクターがルビーを巨大な雪だるまの装飾の落下から救う場面と、それに続いて警察官と出会い彼にプロポーズのアドバイスをする場面は、本作において最後に追加された場面であった。これはディズニーがドクターをより早く視聴者に紹介できるように冒頭部にシーンを追加するようラッセル・T・デイヴィスに依頼したことによる。デイヴィスはこの追加の決定に肯定的であった。エピソードタイトルはDisney+のプレスリリースを通じて2023年11月5日に公開された。

### 撮影
「ルビー・ロードの教会」はかつて第11シリーズ「サバイバル・ラリー」と「世界が変わる日」で監督を務めたマーク・トンデライが監督した。本作は第14シリーズと共に独立した第2制作ブロックで撮影された。第14シリーズ第5話「ドット バブル」に続き、また第14シリーズ第1話「スペース・ベビー」に先駆けて撮影されており、第14シリーズにおける収録順では3番目となる。ゴブリン船の撮影は2023年2月20日に行われ、12～15人のエキストラがゴブリン役で参加し、また撮影中のゴブリンの王の制御に5人を要した。ゴブリンについては、制作チームが継続的に衣装を変更してセット中に移動させ、より多人数が存在するように見せかけた。教会の場面の撮影は1月14日と15日にニューポートのセント・メアリー教会で行われた。追加の撮影は2月14日から行われた。雪には石鹸の泡と紙が用いられた。教会の尖塔の頂上の場面はWolf Studios Walesのサウンドステージで再現された。ゴブリンの歌は2023年3月3日にグリーンスクリーンで収録された。

### 配役
チュティ・ガトゥがジョディ・ウィテカーの後を継いでドクター役を演じることが明かされたのは2022年5月8日のことであった。この時、BBC自体を含む多くの報道において、ウィテカーの13代目ドクターがガトゥの14代目ドクターに直接交代するとされていた。しかしその後、ガトゥが演じるドクターが実際には15代目ドクターであること、またデイヴィッド・テナントが2023年の60周年記念スペシャルにおいて14代目ドクターを演じるとが明かされた。次代のコンパニオンのオーディションは2022年9月24日に行われ、ミリー・ギブソンが新コンパニオンのルビー・サンデー役を演じることが2022年11月18日にチルドレン・イン・ニードで明かされた。2023年11月30日にはデヴィーナ・マッコールが本作に本人役、ミシェル・グリニッジがルビーの育ての母カーラ役、アンジェラ・ウィンターがルビーの育ての祖母チェリー役、アニータ・ドブソンが隣人フラッド役で出演することが明かされた。ルビーのバンドのコンサートで野次を飛ばしていた人物を演じたスーザン・ツイストは、同年の「ワイルド・ブルー・ヨンダー」にも出演しており、アイザック・ニュートンの付き人を演じていた。ツイストの再出演により、今後のエピソードにも同様の人物の再登場が見られるのではないかという推測がファンの間で沸き起こった。

## 放送と評価

### 放送
本作は2023年12月12日にロンドンで試写会が行われた。本放送はBBC Oneで2023年12月25日に行われ、アメリカ合衆国やそのほかの世界各地でDisney+上で同時配信された。
本作の当日夜の視聴者数は473万人で、クリスマスの日においてチャールズ3世のクリスマスメッセージやStrictly Come Dancingに次いで3番目に多く視聴された番組となった。1週間の合計視聴者数は749万人で、その週のイギリスの全てのテレビチャンネルの番組において3番目に多く視聴された番組となり、Appreciation Indexの値は82となった。

### 評価
ガーディアン紙に寄稿された肯定的なレビューにおいて、マーティン・ベラムはチュティ・ガトゥの演技について高く評価した。ベラムは集力グローブを披露したり警察官に恋愛のアドバイスをしたりといったドクターなアクティブな面に触れ、ガトゥが魅力にあふれているとした。また、タイムトラベルの危険性が顕在化した深刻な場面での雰囲気の変化にも触れ、ガトゥが完全にエピソードをものにしていると述べた。同じくガーディアン紙に寄せられた別のレビューで、テレビ評論家のレイラ・ラティフは本作がソニック・スクリュードライバーに過度に依存していることを懸念したが、デイヴィスとガトゥによる輝かしい新時代が確実であるとも主張した。ベラムによる評価は星5、ラティフによる評価は星4であった。
ルビー・サンデーも批評家から肯定的な評価を受けている。『エンパイア』誌のジョーダン・キングはルビーについてガトゥの15代目ドクターとのダイナミクスを賞賛し、ギブソンの演技についても登場人物の深みを示唆するのに十分なものがあるとした。評価は星4であった。デイリー・テレグラフ紙でバンジョー・ウィルソンはより複雑なレビューをしており、ストーリーの方向性が統一されておらず混乱していると指摘した一方で、ガトゥとギブソンの演技を賞賛した。評価は星3であった。
このほか、インデペンデント紙では星5の評価が得られている。本レビューにおいてエド・パワーは、ガトゥの演じる15代目ドクターがこれまで視聴者を釘付けにしてきた従来のドクターと同じものを感じられるとし、また光と影を兼ね備えているとした。また、ルビーについても登場してすぐに好感を持てると高く評価した。